# Lenore Blum

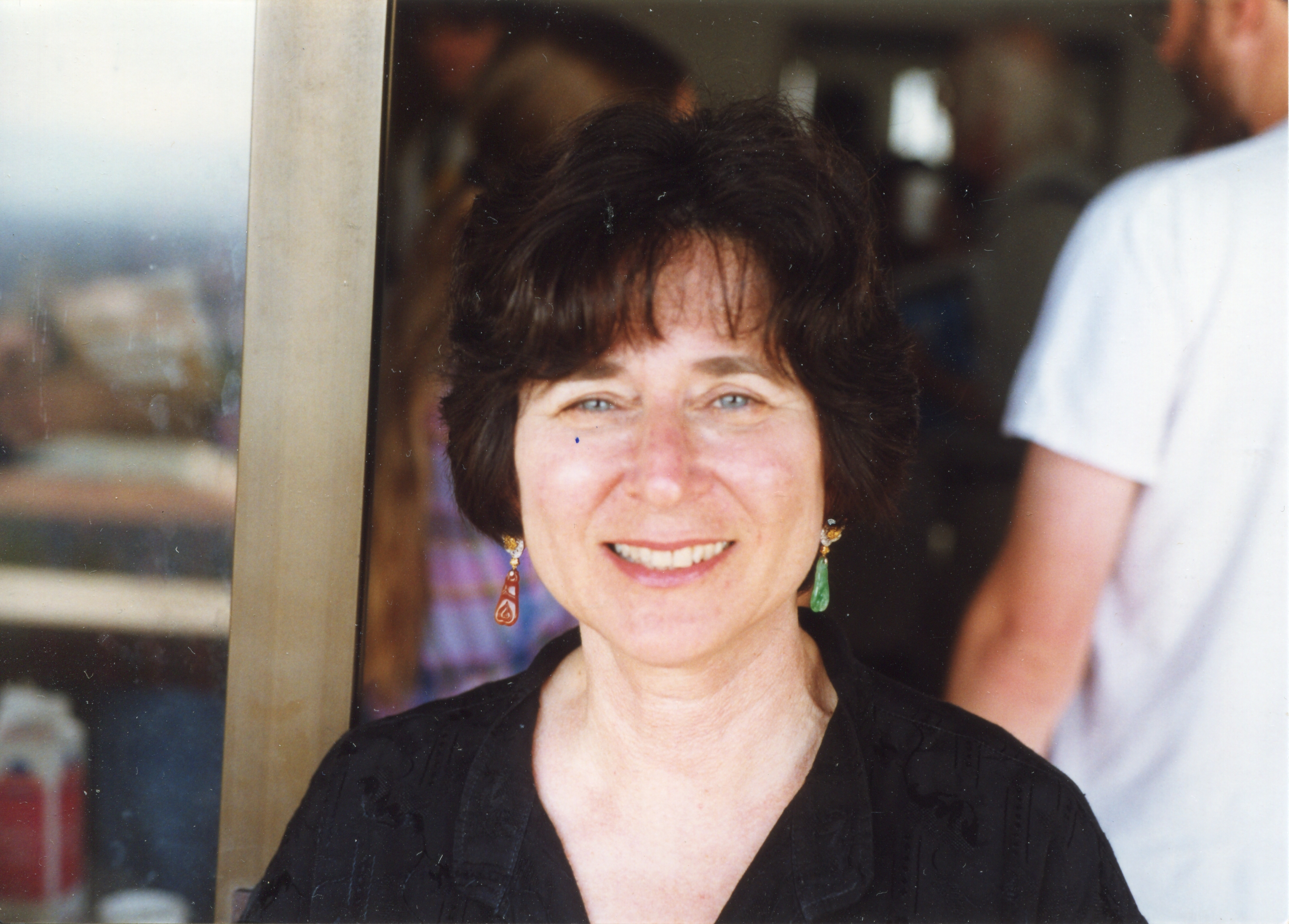
Lenore Blum

Lenore Carol Blum (* 18. Dezember 1942 in New York City) ist eine US-amerikanische mathematische Logikerin und Informatikerin, die sich mit Komplexitätstheorie beschäftigt.

## Leben

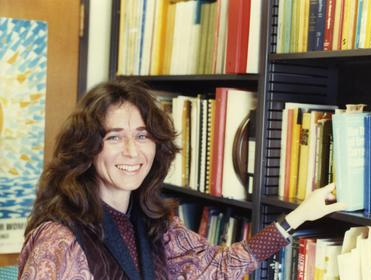
Lenore Blum, Berkeley 1984

Blum ging in New York City und Caracas in Venezuela zur Schule, beendete die High School mit 16 Jahren und studierte dann zunächst Architektur und dann Mathematik am Carnegie Institute of Technology (wo sie sich bei Alan Perlis mit Informatik beschäftigte) und ab 1961 am Simmons College (einem College für Frauen) in Boston, während sie gleichzeitig am Massachusetts Institute of Technology (das sie zuvor mehrfach abgelehnt hatte) bei Gerald E. Sacks promovierte (Generalized algebraic theories – a model theoretic approach, 1968). Als Post-Doc war sie an der University of California, Berkeley und ab 1973 Dozentin am Mills College (ursprünglich ein Frauen-College in Benicia in Kalifornien), zunächst nur für den Algebra-Unterricht. Sie gründete aber bald darauf ein eigenes Department für Mathematik und Informatik, dem sie dreizehn Jahre lang vorstand. 1979 war sie die erste Letts Villard Professorin in Mills. Ab den 1980er Jahren widmete sie sich ganz der Forschung und war ab 1988 in der Theorie-Gruppe im International Computer Science Institute (ICSI) in Berkeley und ab 1989 Adjunct Professor für Informatik in Berkeley. 1996 bis 1998 war sie Gastprofessorin an der City University of Hongkong. 1999 wurde sie Professorin für Informatik an der Carnegie Mellon University. Dort war sie Ko-Direktorin von Aladdin (Center for Algorithm Adaptation Dissemination and Integration).
Ihr Ehemann Manuel Blum und ihr Sohn Avrim Blum waren ebenfalls Informatikprofessoren an der Carnegie Mellon University. Im Jahr 2018 traten die Blums aus Protest über angeblichen Sexismus an der Carnegie Mellon von allen ihren Positionen zurück.

## Wirken

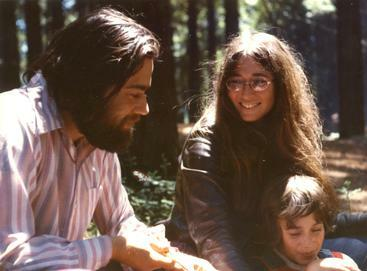
Manuel Blum (links), Lenore Blum, Avrim Blum, 1973

Mit Mike Shub und Stephen Smale erweiterte sie die klassische Theorie der Berechenbarkeit (Komplexitätstheorie), die auf Modellierung mit Turingmaschinen beruht, von „diskreten“ Situationen auf „kontinuierliche“ wie über den reellen Zahlen. Mit Smale bewies sie im Rahmen dieser Theorie 1990, dass die Mandelbrotmenge unentscheidbar ist, was vorher von Roger Penrose als Problem gestellt wurde.
Sie war aktiv in der Förderung des Frauenstudiums in Mathematik und eine der ersten Mitglieder der Association for Women in Mathematics (AWM), deren Präsident sie 1975 bis 1978 war. Sie war Mitgründerin des Math/Science Network zur Förderung des Mathematikunterrichts für Mädchen an Schulen.
Von 1990 bis 1992 war sie Vizepräsidentin der American Mathematical Society, deren Fellow sie ist, und 1992 bis 1997 Deputy Director des MSRI.

## Auszeichnungen
Im Jahr 1990 war sie Invited Speaker auf dem ICM in Kyōto (A theory of computation and complexity over the reals). 2004 erhielt sie den Presidential Award for Excellency in Science. 2002 war sie Noether Lecturer (Computing Over the Reals: Where Turing Meets Newton). 1999 wurde sie Ehrendoktorin des Mills College, 2024 zum Mitglied der American Academy of Arts and Sciences gewählt.

## Schriften
- Lectures on a theory of computation and complexity over the reals (or an arbitrary ring). In: Lectures in the Sciences of Complexity, Addison-Wesley, 1990, S. 1–47.
- mit Filipe Cucker, Mike Shub, Stephen Smale: Complexity and real computation, Springer 1997
- Computing over the reals – where Turing meets Newton, Notices of the AMS, Oktober 2004, online hier